# Iridescent
Iridescent ist ein Song von Linkin Park und wurde 2010 auf dem Album A Thousand Suns sowie 2011 mit dem Film Transformers 3 als Single veröffentlicht.

## Geschichte
Das Lied erschien September 2010 auf A Thousand Suns. April 2011 gab Mike Shinoda bekannt, dass Iridescent die vierte Single aus dem Album werden würde. Sie erschien im einen Monat später in einer gekürzten Fassung als Single für den Transformers-Film und im Juni in diesem.

## Hintergrund
Der Titel bedeutet übersetzt schimmernd und ist übernommen von der instrumentalen Demo für A Thousand Suns.
Im Text geht es darum, dass man die Hoffnung nicht aufgeben und alle „Traurigkeit und Frustration“ loslassen soll. Das Musikvideo zu dem Lied ist angelehnt an die Geschichte Das Land der Blinden und hat Effekte wie im Video zu Waiting for the End, sowie Referenzen zum Film (Transformers 3) und zum letzten Abendmahl.
Ähnlich wie in der Vorgänger-Single Burning in the Skies werden die Strophen von Shinoda, der Refrain wiederum von Bennington gesungen.

## Chartplatzierungen
Das Lied erreichte Platz 46 der deutschen Singlecharts und Platz 81 in den Billboard Hot 100.